# Wilhelm Thimme
Wilhelm Thimme (* 14. Januar 1879 in Lohe; † 18. Januar 1966 in Bad Oeynhausen) war ein deutscher evangelisch-lutherischer Theologe und Hochschullehrer. Er übersetzte Schriften des Kirchenvaters  Augustinus und verfasste Kinder- und Jugendliteratur. In Bad Iburg war er von 1911 bis 1949 Gemeindepastor.

## Leben
Thimme stammte aus einer Pastorenfamilie. Sein Vater Gottfried Wilhelm Thimme war Pastor, ebenso sein Großvater Carl Thimme. Seine Mutter Emilie, gebürtig Münchmeyer, war Tochter eines Konsistorialrats. Thimme wuchs als achtes Kind mit zehn Geschwistern auf, zunächst in Lohe, ab 1887 in Schmedenstedt. Seit einer Scharlach-Erkrankung in der Kindheit litt er an Schwerhörigkeit.
Wie seine Geschwister erhielt er Hausunterricht durch einen Hauslehrer, der Vater lehrte Alte Sprache, seine älteste Schwester Marie unterrichtete weitere Fächer. Ab 1893 besuchte er das Ratsgymnasium Goslar und wohnte in Goslar mit seinem älteren Bruder Friedrich und einem weiteren Pastorensohn zusammen. 1897 legte er das Abitur ab. Wegen seiner guten Leistungen wurde er von der mündlichen Abiturprüfung befreit.
Thimme nahm ein Theologiestudium an der Universität Erlangen auf und wechselte später an die Georg-August-Universität Göttingen. Auch sein Bruder Ludwig Thimme wurde Theologe. Nach dem Examen arbeitete Wilhelm Thimme unter anderem als Hauslehrer, bis er 1902 zum Predigerseminar Erichsburg ging. 1905 wurde er Inspektor am Theologischen Stift Göttingen. Durch seine Schwester Heidelene, die wie der Bruder Hermann in Göttingen studierte, lernte Thimme die Lehrerin Guste Capelle aus Hannover kennen. Sie verlobten sich im Herbst 1906 und heirateten 1908. Der Sohn Hans Thimme wurde 1909 geboren, im folgenden Jahr Erich, 1912 Berthold, 1916 Georg und 1920 Tochter Heidelene.
Am 4. Oktober 1907 wurde Thimme ordiniert. Thimme arbeitete anschließend als Hilfsprediger in Diemarden. Mit der Dissertation Augustins geistige Entwicklung in den ersten Jahren nach seiner „Bekehrung“: 386–391 wurde er 1908 promoviert.
Er war drei Jahre in Fallersleben tätig, bis er 1911 Pastor im Flecken Iburg, damals Kreis Iburg, wurde. Zur Gemeinde der Evangelisch-lutherischen Schlosskirche gehörten damals 350 Protestanten aus dem Flecken Iburg, aus Glane sowie wenige Familien aus Glandorf.
Während des Inflationszeit litt die Familie wirtschaftliche Not; Thimme verdiente bei der Margarinefabrik Rau in Hilter ein Zubrot in der Lohnabrechnung.
1919 habilitierte sich Thimme an der Westfälischen Wilhelms-Universität in Münster mit einer Arbeit über Glaube und Geschichte. Er erhielt 1921 einen Lehrauftrag für Religionspsychologie. Die Evangelisch-Theologische Fakultät verlieh Thimme 1925 das Ehrendoktorat. 1927 wurde er nicht beamteter außerplanmäßiger Professor, 1939 außerplanmäßiger Professor.
In der Zeit des Nationalsozialismus schloss er sich der Bekennenden Kirche an. Er lehnte das Führerprinzip der Deutschen Christen für die evangelisch-lutherische Kirche strikt ab und äußerte sich dazu 1935 mit einem Aufsatz in der Zeitschrift für Theologie und Kirche unter dem Titel Das Führerprinzip in der evangelischen Kirche. Die Geheime Staatspolizei inhaftierte Thimme, weil er an einen Juden geschrieben hatte, dass er auf die Zeit hoffe, in der lautere Männer wie dieser wieder zu Ehren kämen. Auf Fürsprache kam Thimme nach vier Tagen frei.
Als sich nach dem Zweiten Weltkrieg die Kirchengemeinde in Iburg durch Flüchtlinge und Heimatvertriebene auf 1500 Mitglieder vergrößerte, erhielt Thimme Unterstützung durch einen Hilfsprediger. Seine Professur führte er nicht weiter. Sein Amt als Pastor gab er 1949 wegen seiner Schwerhörigkeit auf, hielt jedoch weiter Predigten, zuletzt 1965. Er behielt seinen Wohnsitz in Bad Iburg bei, wo sein Sohn Berthold Hausarzt war. Thimme widmete sich der Übersetzung der Werke Augustinus, etwa der Theologischen Frühschriften und der Bekenntnisse für den Artemis Verlag. Für seine Enkelkinder schrieb er Märchen und Erzählungen, die er im Bechauf Verlag in Bielefeld veröffentlichte und gab die Schriften seiner Schwester Magdalene heraus. Er hielt den Kontakt zu den Gemeindemitgliedern in Bad Iburg durch seelsorgerliche Besuche bis zu seinem Tod aufrecht.
Am 13. Januar 1966 erkrankte er an einer Magenblutung und wurde in den Wittekindshof in Bad Oeynhausen gebracht, wo seine Tochter Heidelene als Ärztin arbeitete. Thimme starb am 18. Januar 1966 und wurde auf dem Alten Friedhof in Bad Iburg beigesetzt.

## Schriften (Auswahl)
- Treue. Ludwig Bechauf Verlag, Bielefeld 1950
- Narr oder Held?  Ludwig Bechauf Verlag, Bielefeld 1950
- Die Herrgottsbrille. Ludwig Bechauf Verlag, Bielefeld 1950
- Umwege. Ludwig Bechauf Verlag, Bielefeld 1955
- Spiel und Ernst – Märchen und  Legenden. Ludwig Bechauf Verlag, Bielefeld 1957